# Istarski pršut
Istarski pršut (tal. prosciutto prosušen, od lat. prae exsuctus, vulg. lat. perexsuctus vrlo isušen), izvorni istarski trajni suhomesnati proizvod, koji se ubraja u hrvatske autohtone proizvode.
Specifičan je po tome što se predajom očuvao način odabira sirovine i način priprave pri čemu je važan utjecaj lokalnoga podneblja. Prema tradiciji se priprema od domaćih križanaca mesnatih pasmina svinja čija živa masa iznosi obično više od 150 kg. Nakon složene pripreme koja uključuje odvajanje buta od trupa, skidanje kože i potkožnoga masnog tkiva, soljenje čistom krupnom morskom soli, prešanje i tretiranje smjesom papra, češnjaka i određenih mirodija, obrađeni se butovi više mjeseci suše na buri. Nakon toga slijedi završna faza zrenja ili fermentacije koja ovisno o masi buta traje oko 6-8 mjeseci.
Istarski pršut jednolično je zagasito crvene boje, bez naglašenih diskoloracija i s bijelom bojom u području masnoga tkiva. Prepoznatljiv je po kolonijama poželjnih plijesni. Razlikuje se od dalmatinskoga pršuta u tehnološkom postupku proizvodnje jer ne prolazi fazu dimljenja. Manje je podložan kvarenju i ima smanjenu energetsku vrijednost.